# Sam Sunderland
Sam Sunderland (Poole, 15 aprile 1989) è un pilota motociclistico britannico di rally e motocross, vincitore del Rally Dakar nella categoria moto nel 2017 e nel 2022.

## Risultati

### Rally Dakar
| Anno | Classe | Scuderia                       | Vettura                    | Pilota     | Pos. | TV |
| ---- | ------ | ------------------------------ | -------------------------- | ---------- | ---- | -- |
| 2012 | Moto   | Team Honda Europe              | Honda CRF450 Rally         | -          | Rit  | 0  |
| 2014 | Moto   | HRC Rally                      | Honda CRF450 Rally         | -          | Rit  | 1  |
| 2015 | Moto   | Red Bull KTM Factory Racing    | KTM 450 Rally Replica      | -          | Rit  | 1  |
| 2017 | Moto   | Red Bull KTM Factory Team      | KTM 450 Rally Replica      | -          | 1º   | 1  |
| 2018 | Moto   | Red Bull KTM Factory Team      | KTM 450 Rally Replica      | -          | Rit  | 2  |
| 2019 | Moto   | Red Bull KTM Factory Team      | KTM 450 Rally Replica      | -          | 3º   | 2  |
| 2020 | Moto   | Red Bull KTM Factory Team      | KTM 450 Rally Replica      | -          | Rit  | 0  |
| 2021 | Moto   | Red Bull KTM Factory Team      | KTM 450 Rally Replica      | -          | 3°   | 1  |
| 2022 | Moto   | GasGas Factory Team            | GasGas RC 450F             | -          | 1°   | 1  |
| 2023 | Moto   | Red Bull GasGas Factory Racing | GasGas 450 Rally Replica   | -          | Rit  | 0  |
| 2024 | Moto   | Red Bull GasGas Factory Racing | GasGas 450 Rally Replica   | -          | Rit  | 0  |
| 2025 | Auto   | Overdrive Racing               | Toyota Hilux Overdrive Evo | Toby Price | Rit  | 0  |

## Palmarès

### Rally Dakar

#### Moto
- 2017: 1º
- 2022: 1º